# Iglesia de María Santísima Asunta (Torchiarolo)
La iglesia de Maria Santissima Assunta es la iglesia parroquial de Torchiarolo, en la provincia de Brindisi y archidiócesis de Lecce forma parte del vicariato de Squinzano.

## Historia
A partir de algunos documentos se sabe que en la Baja Edad Media ya existía en Torchiarolo un lugar de culto dedicado a la Asunción de la Santísima Virgen María. En el siglo XVI la iglesia original fue sustituida por la nueva iglesia parroquial; este último, compuesto originariamente de una sola nave, sufrió en el siglo XVIII un proyecto de ampliación y renovación que lo transformó en tres naves. A principios de los años cuarenta del siglo XX algunas restauraciones afectaron a la iglesia, al final de las cuales, el 28 de junio de 1944, se dio la consagración. 
La adaptación litúrgica de la iglesia según las normas posconciliares se llevó a cabo en 1962 mediante la adición del ambón y el altar frente a la asamblea.

## Descripción

### Exterior
La fachada saliente de la iglesia, orientada al noroeste, está dividida por una hilera de cuerdas en dos registros, ambos marcados por pilastras, el inferior, más amplio, tiene en el centro la portada de entrada, rematada por el tímpano curvilíneo y flanqueada por dos hornacinas, mientras que la superior se caracteriza por una ventana y otras dos hornacinas y rematada por el coronamiento curvilíneo. En el lado derecho de la iglesia, orientado al suroeste, se encuentra el campanario, caracterizado por ventanas de una sola lanceta.

### Interior
El interior del edificio, de planta de cruz latina con pequeñas capillas laterales, está formado por tres naves, separadas por pilares que sostienen arcos de medio punto y adornadas con pilastras sobre las que se sitúan las nervaduras que marcan las bóvedas estrelladas ; al fondo del salón se encuentra el presbiterio, elevado por unos escalones y cerrado por el muro plano del fondo. Aquí se conservan varias obras valiosas, entre ellas numerosos altares, frescos y lienzos y la estatua de la Madonna di Galeano.